# Knowlton (condado de Marathon, Wisconsin)
Knowlton es un pueblo ubicado en el condado de Marathon en el estado estadounidense de Wisconsin. En el Censo de 2010 tenía una población de 1.910 habitantes y una densidad poblacional de 21,55 personas por km².

## Geografía
Knowlton se encuentra ubicado en las coordenadas 44°43′53″N 89°40′2″O / 44.73139, -89.66722. Según la Oficina del Censo de los Estados Unidos, Knowlton tiene una superficie total de 88.63 km², de la cual 75.52 km² corresponden a tierra firme y (14.79%) 13.11 km² es agua.

## Demografía
Según el censo de 2010, había 1.910 personas residiendo en Knowlton. La densidad de población era de 21,55 hab./km². De los 1.910 habitantes, Knowlton estaba compuesto por el 98.01% blancos, el 0.21% eran afroamericanos, el 0.21% eran amerindios, el 0.26% eran asiáticos, el 0% eran isleños del Pacífico, el 0.47% eran de otras razas y el 0.84% pertenecían a dos o más razas. Del total de la población el 1.73% eran hispanos o latinos de cualquier raza.